# Antonio Pérez Cascales
Antonio Pérez Cascales (Cádiz, España, 28 de junio de 1842 - Jerez de la Frontera, Cádiz, España, 9 de noviembre de 1924 †) fue un empresario español.

## Biografía
Uno de sus hijos sería el abogado jerezano y Diputado a Cortes, Francisco Pérez Asencio, importante coleccionista de Arte, que cedió parte de su colección a la Exposición Iberoamericana de Sevilla de 1929, colección que "desapareció" en Madrid entre 1936-1939. 
Otro de sus hijos, José Pérez Asencio, Jefe Superior de la Administración Civil del Estado, fue nombrado por el Rey Alfonso XIII, Comisario de Fomento. Fue Cónsul de Italia en Alicante. Armador de buques en Málaga y Director de la Cia. Trsmediterránea en esa capital. Ya afincado en Málaga, fue uno de los Editores del diario de mayor tirada de Andalucía: La Union Mercantilasi como Hermano Mayor de la Cofradía de la Virgen del Carmen y directivo de la Cofradía del Cristo de la Buena Muerte (Mena), consiguiendo el patronazgo de ese Cristo como Patrón de la Legión Española, gracias a sus gestiones y amistad con el Infante D. Jaime y con el General Sanjurjo, por lo que fue distinguido por la Legión con el título de Caballero Legionario de Honor, falleció asesinado de dos tiros en la cabeza por sindicalistas del Frente Popular en Málaga el 19 de julio de 1936 cuando, en dirección al puerto de la ciudad para su huida de la misma después que le fuese incendiada su casa, Villa Santa Cruz, la noche anterior. Iba acompañado por dos de sus hijos y del Cónsul Italiano en Málaga, Sr. Bianchi, su esposa y una hija.
D. Antonio Pérez Cascales, hizo parte de su fortuna en el comercio de cereales, montando en Jerez la fábrica de harinas San Antonio, modelo cilindros perfeccionados  ubicada en el Paseo de las Delicias. También estuvo relacionado con el mundo del vino, siendo propietario de una viña en el Pago de Añina. Fue Teniente de Alcalde del Ayuntamiento y Mayordomo y Hermano mayor de la Hermandad del Cristo de la Expiración. Para esta Hermandad tuvo el capricho de iluminar el paso con luz eléctrica portátil, para eso se trajo un equipo muy costoso del extranjero y con él salió el paso en 1899 siendo el primero de España que lo llevó. Pérez Cascales y Tartabú fueron los que realizaron la empresa de construir, casi a la salida de Jerez, el muelle sobre el Guadalete en el puerto llamado El Portal.